# 理士國際
理士國際技術有限公司，簡稱理士國際技術，以及理士國際（英語：Leoch International Technology Limited，港交所：0842），是一家国际性蓄电池生产制造公司，包含铅酸和锂离子电池。

## 历史
在1999年由董李（主席及總裁）創立名為「深圳理士奧電源技術有限公司」。
現時業務在全球製造和銷售各式各樣的鉛酸蓄電池，而招股價為5.35港元，全球發售333,334,000股，集資額為17.8億港元，股份則在2010年11月16日於港交所主板上市。
總部位於中國廣東省深圳市南山區南海大道2061號新保輝大廈5樓。

## 連結
- 理士国际英文官网 （页面存档备份，存于）
- 理士国际中文官网 （页面存档备份，存于）
- 理士国际LinkedIn官方账号 （页面存档备份，存于）
- 理士国际Facebook官方账号 （页面存档备份，存于）
- 理士国际Instagram官方账号
- 理士国际X官方账号 （页面存档备份，存于）
- 理士国际YouTube官方账号 （页面存档备份，存于）